# Josef Jirka (voják)
Josef Jirka (16. srpna 1896 Třešť – 12. září 1942 Berlín) byl československý legionář, podplukovník generálního štábu (plukovník generálního štábu in memoriam), náčelník štábu Oblastního velitelství Obrany národa – Velká Praha, popravený nacisty.

## Život
Vystudoval českou státní obchodní akademii v Brně. Dne 9. dubna 1915 byl povolán do rakousko-uherské armády. Zúčastnil se 1. světové války. Dne 14. září 1915 padl v Zlotnikách v Haliči do ruského zajetí. Dne 25. března 1916 se v Taškentu přihlásil do československých legií v Rusku. Mj. se zúčastnil bitvy u Zborova a sibiřské anabáze. V první republice byl důstojníkem z povolání (od 1. ledna 1935 byl podplukovníkem). Po německé okupaci Čech, Moravy a Slezska byl náčelníkem štábu Oblastního velitelství Obrany národa – Velká Praha. Dne 6. února 1940 byl zatčen gestapem. Byl vězněn v Praze, kde byl vyslýchán v Petschkově paláci, v Malé pevnosti v Terezíně, v Ulmu a v Berlíně. dne 29. dubna 1942 byl odsouzen k trestu smrti. Dne 12. září 1942 byl v Berlíně, Plötzensee popraven gilotinou.

## Vyznamenání
- Československý válečný kříž 1914–1918
- Řád sokola, s meči
- Československá revoluční medaile
- Československá medaile Vítězství
- Řád čestné legie (L’Ordre National de la Legion d‘Honneur – Officier)
- Orden Jugoslovenske krune IV. reda
- Ordinul Coroana Romăniei eu spade in gradul Comandor cu paglica de Virtute Militara
- Ordinul Coroana Romăniei eu spade in gradul Ofiter cu paglica de Virtute Militara
- Československý válečný kříž 1939 in memoriam